# فرد باريت
فرد باريت (بالإنجليزية: Fred Barrett)‏ (و. 1950  م) هو لاعب هوكي الجليد كندي، ولد في أوتا، مركز لعبه هو مدافع ‏.

## روابط خارجية
- فرد باريت على موقع دوري الهوكي الوطني (الإنجليزية)
- فرد باريت على موقع قاعة مشاهير الهوكي (لاعب أن.إتش.أل) (الإنجليزية)
- فرد باريت على موقع EliteProspects.com (الإنجليزية)
- فرد باريت على موقع HockeyDB.com (الإنجليزية)
- فرد باريت على موقع Hockey-Reference.com (الإنجليزية)